# Charlie Davies
Charles Desmond "Charlie" Davies (født 25. juni 1986 i Manchester, New Hampshire, USA) er en amerikansk tidligere fodboldspiller, der spillede som angriber. Gennem karrieren var han blandt andet tilknyttet New England Revolution og Philadelphia Union i hjemlandet, Hammarby IF i Sverige og danske Randers FC.

## Landshold
Davies nåede i sin tid som landsholdsspiller (2007-2009) at spille 17 kampe og score fire mål for USA's landshold, som han debuterede for den 2. juni 2007 i et opgør mod Kina. Han var efterfølgende en del af den amerikanske trup til både Copa América 2007, OL i Beijing i 2008 samt Confederations Cup 2009.

## Personlige liv
Den 29. juni 2012 giftede Davies sig med sin kæreste Nina Stavris, som han mødte, da han gik på college.